# لولا لانداو
لولا لانداوْ Lola Landau (اسمها الأصلي ليونوره لانداو ؛ ولدت في 3 ديسمبر 1892 في برلين – وماتت في 3 فبراير 1990 في القدس) هي كاتبة ألمانية ذات أصل يهودي.
كان أبوها تيودور لانداو طبيبا، ونشأت في برلين. ونشرت أولى قصائدها بين عامي 1910 و 1912 في صحيفة Berliner Tageblatt . تزوجت من الفيلسوف والاشتراكي الديمقراطي من بريسلاو زيجفريد مارك فيجنر في نويجلوبسوف عي بحيرة شتيشلينزيه. وبعد استلاء النازيين على السلطة نجحت في تهريب أبناءها إلى الخارج. وهربت هي نفسها إلى فلسطين حيث عملت مدرسة لغة إنجليزية وكاتبة. وعادت إلى نشر أعمالها في ألمانيا في السبعينيات من القرن العشرين. ونشرت في عام 1987 سيرتها الذاتية قبل النسيان Vor dem Vergessen – meine drei Leben.